# Polycentropus maculatus
Polycentropus maculatus är en nattsländeart som beskrevs av Banks 1908. Polycentropus maculatus ingår i släktet Polycentropus och familjen fångstnätnattsländor. Inga underarter finns listade i Catalogue of Life.